# Фрауенкірхе (Дрезден)

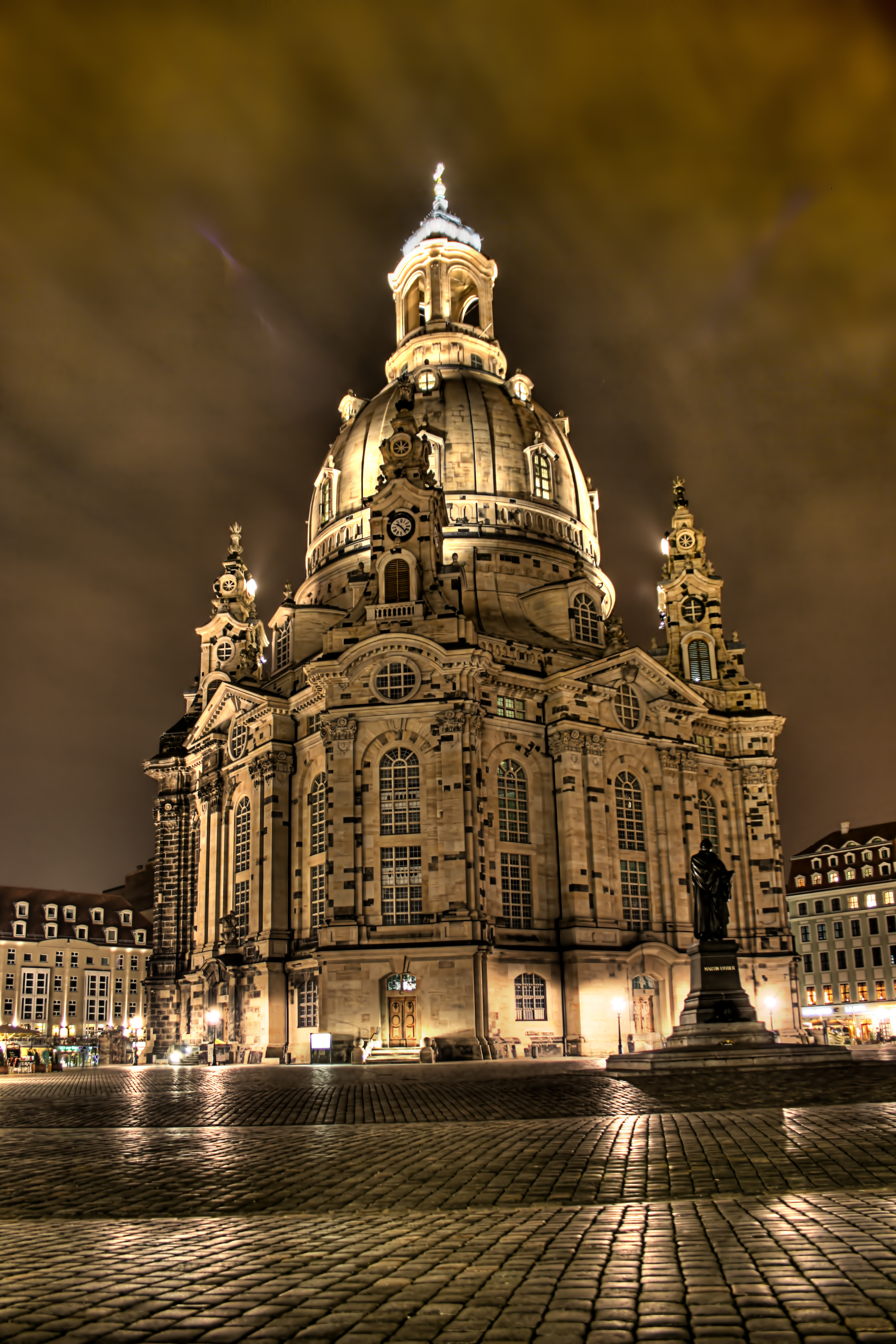
Фрауенкірхе вночі

Фра́уенкірхе (нім. Frauenkirche — «церква Богоматері») — Євангельсько-Лютеранський храм в стилі бароко, який виступає домінуючою спорудою в центрі Дрезденської площі Ноймаркт, між Старим ринком та річкою Ельбою. Виступає чи не одним з найкращих прикладів протестантської церковної архітектури, увінчаний одним з найбільших кам'яних куполів на північ від Альп.

## Історія
Збудована за наказом саксонського короля Польщі Августа Сильного в 1726–1743 рр.
Попередницею собору була однойменна церква, збудована на цьому місці в 1472–1539 роках. До 1722 року стан будівлі храму настільки погіршився, що з нього довелось зняти дзвони. Новий храм споруджував по своєму проекту архітектор Георг Бер (нім. George Bähr).
95-метрова монументальна споруда, розрахована на 3500 місць, виділялась своїми елегантними та водночас простими фасадами і вишуканим, характерним для періоду бароко, інтер'єром.
Під час Другої світової війни, в ході військових дій, авіацією союзних військ 13 лютого 1945 року було здійснено бомбардування Дрездена. «Дрездена більше немає», — писали газети. Дивом уціліла при бомбардуванні Фрауенкірхе, горіла як і все довкола. Збудована з пісковику, сакральна споруда, зруйнувалась на наступний день. Від прекрасної церкви залишились руїни. Після війни вони були збережені і «законсервовані». Довгий час провадились дискусії: залишити Фрауенкірхе в стані руїн, як нагадування про війну, чи відновити її до попереднього, цілісного стану.

## Попередники

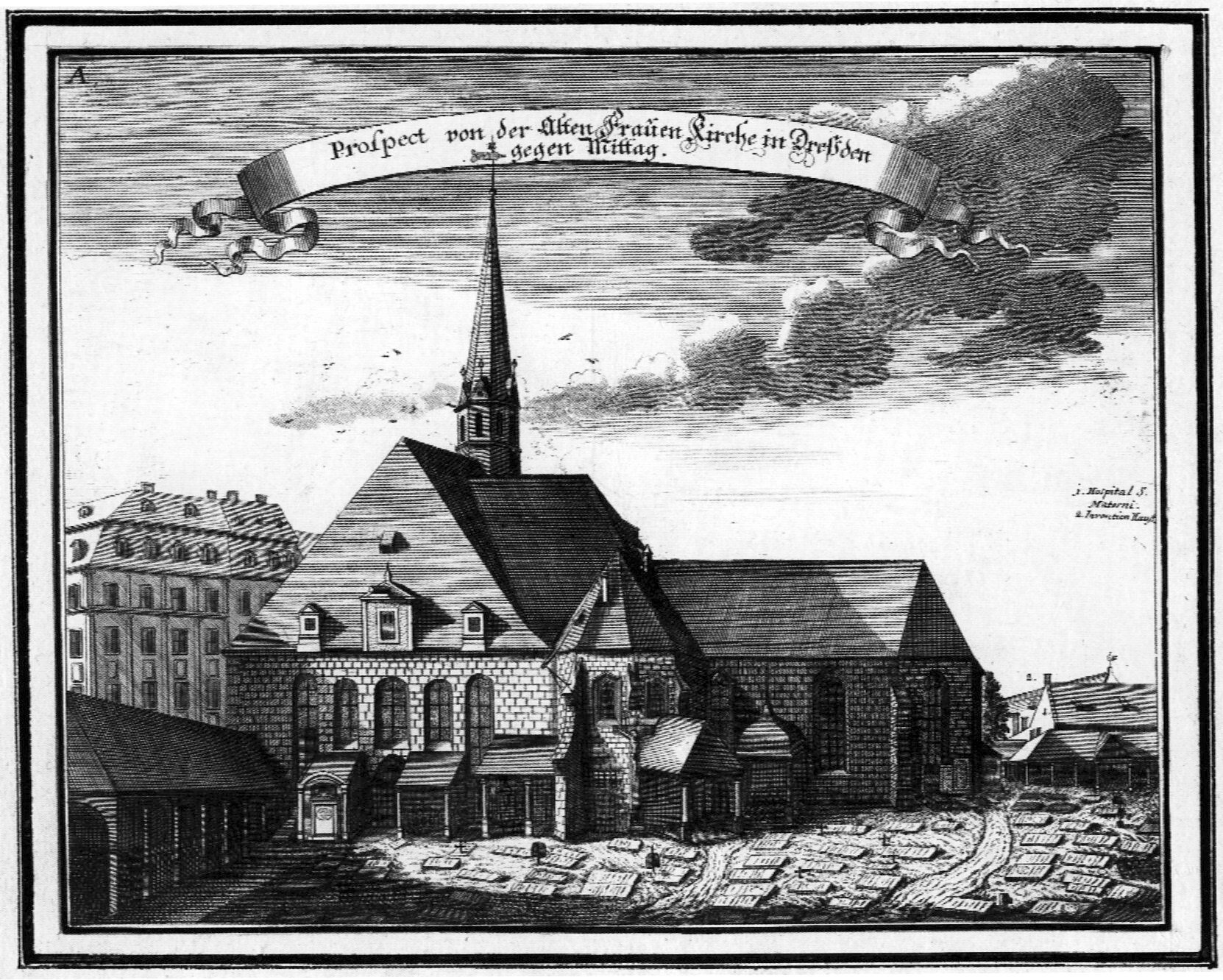
Готичний Фрауенкірхе

Вважається, що найдавніша будова Фрауенкірхе була зроблена з дерева після 1000-о року. У XII столітті на місці сьогоднішньої Фрауенкірхе була побудована невелика церква в романському стилі, яку присвятили Божій Матері. У XIV столітті храм був перебудований в готичному стилі. В 1477 році було зроблено вівтар у стилі пізньої готики. В період реформації храм перейшов під опіку лютеранскої громади міста. Досі церква належала єпархії Мейсен під проводом протоієрея архідиякона. В її крипті був похований відомий німецький композитор Генріх Шютц. Оскільки на початку XVIII століття кількість парафіян значно зросла, храм вже не міг вміщувати таку кількість людей. Було прийнято рішення про будівництво нового храму.

## Проект Георга Бера

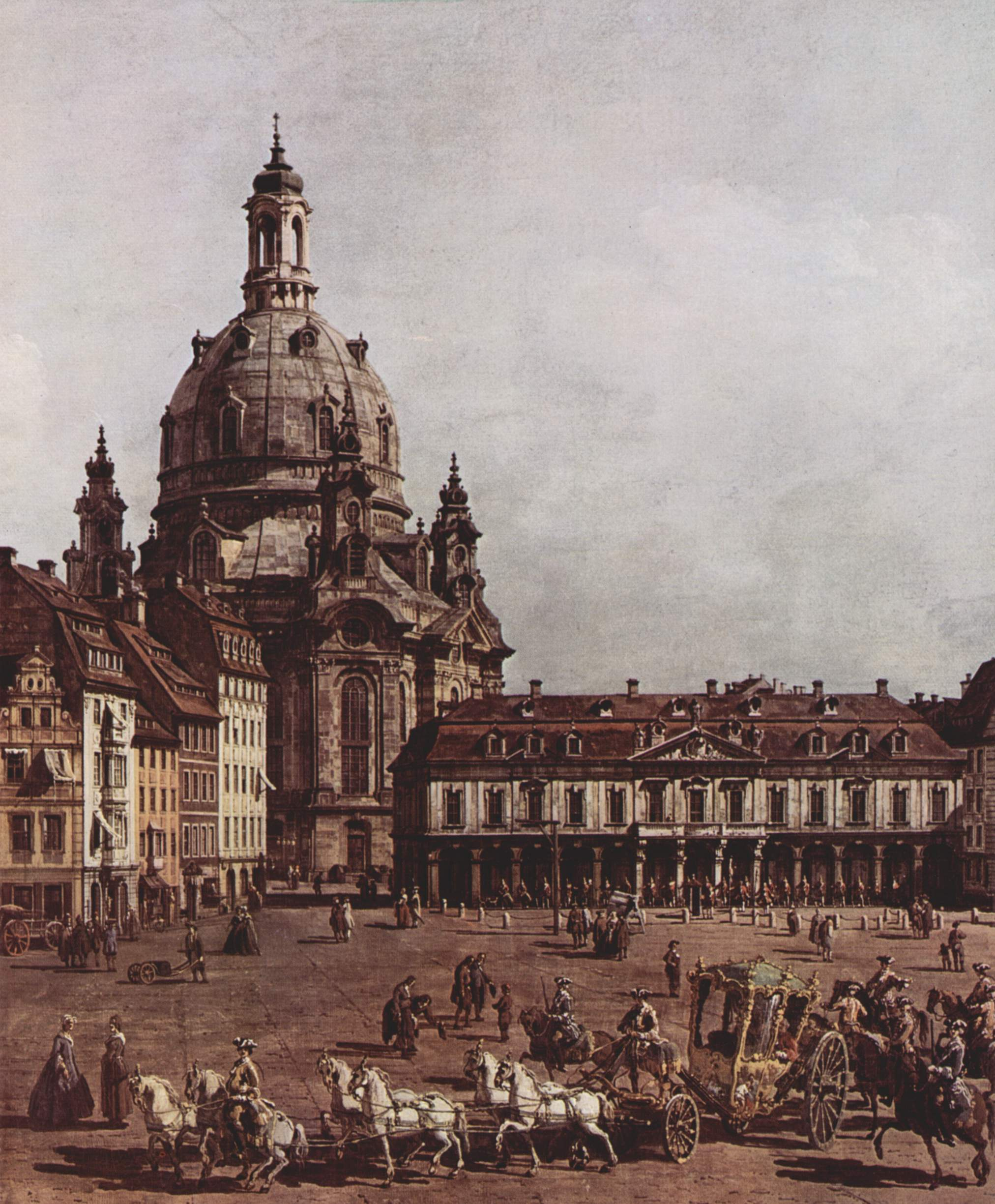
Площа Неумаркт та Фрауенкірхе (худ. Каналетто)

В 1722 році міська рада Дрездена вирішила збудувати нову церкву. Проектування нового храму рада доручила архітектору Георгу Беру. 26 червня 1726 року його проект було затверджено. 26 серпня цього ж року було закладено перший камінь, а вже 1743 будівництво барокового храму було завершено. Збудований на пожертвування жителів Дрездена (кошторис становив 288.570 талерів). 28 лютого 1743 року Фрауенкірхе було освячено.
Первинним проектом оболонка купола передбачалася з дерева, обшитого мідними листами. Але пізніше Бер змінив своє рішення щодо вирішення конструкції купола. Ним стала кам'яна конструкція. Цю ідею підтримав Август Сильний, оскільки був захоплений Венеційським собором Санта-Марія делла Салюте.